# Hetang
Hetang (chinesisch 荷塘区,  Hétáng Qū) ist ein chinesischer Stadtbezirk der bezirksfreien Stadt Zhuzhou in der Provinz Hunan. Der Stadtbezirk hat eine Fläche von 152,2 km² und zählt 295.300 Einwohner (Stand: Ende 2018).

## Administrative Gliederung
Auf Gemeindeebene setzt sich der Stadtbezirk aus fünf Straßenvierteln, einer Großgemeinde und einer Gemeinde zusammen. 